# Stephanocyathus paliferus
Stephanocyathus paliferus är en korallart som beskrevs av Stephen D. Cairns 1977. Stephanocyathus paliferus ingår i släktet Stephanocyathus och familjen Caryophylliidae. Inga underarter finns listade i Catalogue of Life.